# Life Album
Life Album (ライフアルバム) es el segundo álbum de Ikimono Gakari, lanzado el 13 de febrero de 2008.
Está compuesto de 13 temas de los cuales 4 fueron lanzados como Singles antes de la salida del álbum al mercado
Ikimono Gakari consigue superar discretamente a su primer álbum, avanzando en la escena musical japonesa con paso firme y seguro, Life Album llega al #2 en el Ranking japonés Oricon y consigue vender más de 252 000 copias.
Sus ventas lo convirtieron en el álbum #48 del Top 100 Oricon del 2008.

## Lista de pistas
1. Good Morning – 5:14
2. Akaneiro no Yakusoku (茜色の約束) – 4:52 "Promesa color carmesí"
3. Natsuzora Graffiti (夏空グラフィティ) – 4:21 "Graffiti del cielo de verano"
4. Seishun Line (青春ライン) – 3:58 "Línea de Juventud"
5. @miso Soup – 4:23
6. Soprano (ソプラノ) – 5:52
7. Hana wa Sakura Kimi wa Utsukushi (花は桜 君は美し) – 4:25 "Flor de cerezo, eres hermosa"
8. Chikoku Shichau yo (ちこくしちゃうよ) – 4:14 "Llegó tarde"
9. Kokoro Hitotsu Aru ga Mama (心一つあるがまま) – 5:20 "Los restos de un corazón"
10. Nisemono (ニセモノ) – 5:40 "Falso"
11. Tokyo Saru Monogatari (東京猿物語) – 5:26 "La historia de un mono de Tokyo"
12. Tsuki to Atashi to Reizōko (月とあたしと冷蔵庫) – 5:54 "La luna, yo y un frigorífico"
13. Akaneiro no Yakusoku -acoustic version- – 5:17

## Regrabaciones
Ikimono Gakari acostumbra a rescatar y regrabar temas que compusieron para sus anteriores álbumes Indies para incorporarlos con un sonido más limpio en sus álbumes como major.
En Life Album se pueden encontrar Hana wa Sakura Kimi wa Utsukushi de Makoto ni Senetsu Nagara First Album wo Koshiraemashita... (2003) y Chikoku Shichau yo y Tsuki to Atashi to Reizouko de Jinsei Sugoroku Dabe (2005).
- Datos: Q4384069